# Спортско пењачки савез Србије
Спортско пењачки савез Србије (СПСС) је национални грански спортски савез у области спорта, формиран као удружење грађана, кога сачињавају клубови као оснивачи. Формиран је 1998. године у Београду, а 2009. године се ујединио са регионалним Војвођанским Савезом и формирао Уједињену спортско-пењачку федерацију Србије. Од 2014. године савез функционише под новим промењеним називом – Спортско пењачки савез Србије.
СПСС је савез гранског карактера за спорт који се зове спортско пењање на вештачкој стени. Kао грански национални савез, СПСС је члан Спортског Савеза Србије и Међународне спортско-пењачке асоцијације – IFSC и као такав је препознат и финансиран из Буџета Републике Србије од стране Министарства омладине и спорта.

## Чланство и циљеви
Чланови овог савеза су сви клубови који поднесу приступницу за чланство у СПСС и испуне услове прописане Статутом СПСС као највишим правним актом. Спортско пењачки савез Србије је удружење које за циљ има популаризацију и промоцију спортског пењања на територији на којој делује. У том смислу СПСС је дужан да обезбеђује и потпомаже своје чланице у стварању услова и инфраструктуре за обављање ове спортске дисциплине у складу са стандардима. Савез је дужан да донесе Статут и правилнике у складу са законима СР Србије у области спорта и међународним правилницима који дефинишу ову спортску дисциплину. Такође, у циљу развоја овога спорта, СПСС је дужан да учествује и организује семинаре чији је циљ усавршавање спортских стручњака свих врста у овој грани спорта и подизање квалитета такмичења на виши ниво. СПСС је дужан, да у складу са материјалним могућностима, подржи одлазак спортиста, клубова чланица, на међународна такмичења за која органи Савеза утврде да су од значаја, а на којима се ти спортисти такмиче под заставом Србије.

## Задаци Савеза
Kао један од кључних задатака Спортско пењачког савеза Србије јесте популаризација и омасовљење овог спорта међу млађом популацијом, школском децом и омладином и на тај начин приближавање овог спорта и његово упознавање са широм јавности. У складу са овим, задатак СПСС је праћење трендова и прописа из домена овога спорта на међународном нивоу и у земљама у окружењу, где је овај спорт знатно популарнији.
Савез је организатор државног првенства Србије у спортском пењању на вештачким стенама – „Шампионата Србије” у свим заступљеним дисциплинама, као и организатор међународних такмичења, купова и ревијалних такмичења у овоме спорту у Србији.